# 덩위원
덩위원(중국어 간체자: 邓聿文; 1968년 3월 16일 출생)은 중국의 언론인이자 작가이며 시사 평론가이다. 그는 학습시보의 편집자였다. 그는 노팅엄 대학교 중국 정책 연구소의 초빙 학자이다.

## 경력
덩은 1968년 3월 16일 장시성 신위시에서 태어났다. 2012년 그는 정부 정책을 비판하는 후진타오와 원자바오의 정치적 유산을 썼다. 2013년 3월, 그는 파이낸셜 타임스에 중국은 북한을 포기해야 한다는 기사를 발표했고, 이로 인해 학습시보에서 직장을 잃었다.

## 작품
- 행복할 권리 (幸福的权利)
- 중국은 반드시 이겨야 한다 (中国必须赢)
- 중국의 경제적 돌파구 (中国经济大突围)
- 마지막 전체주의 (最后的极权)